# Attila Levin
Attila Sheriff Alexander Levin (smeknamn "the hun" svenska "hunnern"), född den 8 november 1976, är en svensk tungviktsproffsboxare. Som amatör mötte han bland annat Vitali och Wladimir Klitschko, och förlorade båda gångerna. 
År 2005 lade han av som proffsboxare efter en förlust mot Nikolaj Valujev. Gjorde comeback 2008 vid en proffsgala i Karlstad och poängvann då över Jevgenij Orjov.
Levin förlorade i andra ronden mot finländaren Robert Helenius 2010-11-27 vid en proffsgala i Hartwall Arena i Helsingfors, Finland.